# Lages
Pour les articles homonymes, voir Lajes.
Lages est une ville brésilienne de l'intérieur montagneux de l'État de Santa Catarina.

## Géographie
Lages se situe par une latitude de 27° 48' 57" sud et par une longitude de 50° 19' 33" ouest, à une altitude de 884 mètres. Sa population était de 156 737 habitants au recensement de 2010. La municipalité s'étend sur 2 644 km2.
Lages est la principale ville de l'intérieur de Santa Catarina. Le territoire de la municipalité se situe entre 850 et 1 500 mètres d'altitude et reçoit fréquemment neiges et gelées en hiver. Lages se trouve dans le bassin du Rio Canoas.
Elle est le principal centre urbain de la microrégion de Campos de Lages, dans la mésoregion Serrana de Santa Catarina et le centre de la région métropolitaine de Lages.

## Histoire
Fondée en 1766, par le bandeirante de la capitainerie de São Paulo, Antônio Correia Pinto de Macedo, la localité sert, les premières années, d'étape sur la route commerciale reliant le Rio Grande do Sul et São Paulo. Les troupeaux de bœufs en provenance du Rio Grande do Sul y transitent à destination du Minas Gerais pour alimenter les travailleurs des mines.

## Économie
Son économie est principalement basée sur l'élevage, l'agriculture, les industries du bois (orientées principalement vers la production de papier et de cellulose) et le tourisme rural.
Le tourisme rural, actuellement en forte croissance, lui a récemment valu le titre de « capitale sudaméricaine du tourisme rural ».

## Personnalités nées à Lages
- Henrique Córdova (né en 1938), gouverneur de l'État de Santa Catarina de 1982 à 1983.
- Michel Doukeris (né en 1973), homme d'affaires, PDG d'AB InBev (2021-)

## Villes voisines
Lages est voisine des municipalités (municípios) suivantes :
- Capão Alto
- Campo Belo do Sul
- São José do Cerrito
- Correia Pinto
- Palmeira
- Otacílio Costa
- Bocaina do Sul
- Painel
- São Joaquim
- Bom Jesus dans l'État du Rio Grande do Sul
- Vacaria dans l'État du Rio Grande do Sul